# Liste der Monuments historiques in Jœuf
Die Liste der Monuments historiques in Jœuf führt die Monuments historiques in der französischen Gemeinde Jœuf auf.

## Liste der Immobilien
| Bezeichnung | Beschreibung              | Standort                   | Kennzeichnung | Schutzstatus | Datum | Bild |
| ----------- | ------------------------- | -------------------------- | ------------- | ------------ | ----- | ---- |
| Hypogäum    | gallo-römische Grabanlage | Rue sous le Moutier (Lage) | PA00106048    | Classé       | 1875  |      |